# 罪なる舞踏
『罪なる舞踏』（Rick Wakeman's Criminal Record）は、1977年に発表されたリック・ウェイクマンの7作目のアルバム。邦題にはサブタイトルとして「リック・ウェイクマンの犯罪記録」という原題の直訳も併記されている。

## 概要
1976年11月、ウェイクマンはイエスに再加入して、スイスのマウンテン・スタジオでアルバム『究極』のレコーディングに参加した。1977年3月にレコーディングが終了した後、彼はイエスのリズム・セクションであるクリス・スクワイアとアラン・ホワイトと同スタジオに残り、4月から6月にかけて本作をレコーディングした。

### リマスター盤
2003年に24bitリマスター盤が発売された。

## 収録曲
全曲、リック・ウェイクマン作曲。
サイド1
1. 正義の女神 - "Statue of Justice" - 6:20
2. 情熱の犯罪 - "Crime of Passion" - 5:46
3. 恐怖の蝋人形館 - "Chamber of Horrors" - 6:40

サイド2
1. アルカトラズ刑務所のバードマン - "Birdman of Alcatraz" - 4:12
2. 犯罪!? - 	"The Breathalyser" - 3:51
3. 罪なる舞踏〜イスカリオテのユダの裏切り〜 - "Judas Iscariot" - 12:15

## パーソネル
ミュージシャン
- リック・ウェイクマン – スタインウェイ・9インチ・グランドピアノ、ミニモーグ・シンセサイザー、ポリモーグ・シンセサイザー、ハモンドC3オルガン、ビロトロン、ヴィヴェイの聖マーティン教会にあるマンダー・パイプオルガン、RMIコンピューターキーボード、ハープシコード、フェンダー・ローズ88エレクトリックピアノ、ホーナー・クラビネット、ボールドウィン・エレクトリック・ハープシコード
- クリス・スクワイア – 「Statue of Justice」「Crime of Passion」「Chamber of Horrors」のベース
- アラン・ホワイト – 「Statue of Justice」「Crime of Passion」「Chamber of Horrors」のドラム
- フランク・リコッティ – 「Statue of Justice」「Crime of Passion」「Chamber of Horrors」「Judas Iscariot」のパーカッション
- ビル・オディ – 「The Breathalyser」のボーカル
- ローザンヌ・アルス・ラエタ合唱団 – 「Judas Iscariot」の合唱
  - アルト・ボーカル– アンヌ・クロード、クリスティアーヌ・デュレル、クリスティーヌ・フレーホルツ、エリザベス・パユ、フランソワーズ・ワナズ、ジャニーン・イザーズ、ジャニーン・プラダーヴァン、ジョシアンヌ・ヘン、リリアン・ド・ベルヴィル、マルリース・バーニー、メアリー・リーズ・ペリー、ニコール・メトラウス、ピエール・アンベール
  - バス・ボーカル - クロード・アラン・モラシーニ、ジョルジュ・カイユ、ジャン＝ミシェル・ファヴェズ、ピエール・タラン、ピエール・アラン・ファヴェズ、ローランド・デミヴィル、サミュエル・シェトリ、イヴ・ランバリー
  - ソプラノ・ボーカル – アンヌ・カトリーヌ・ノイナ、アネット・フォンジャラ、クリスティーヌ・リーゼン、クレア＝リサ・ヴァレ、クロディーヌ・コルバス、クロディーヌ・マンジュ、ダニエル・メイストル、エリアーヌ・ヘンショズ、フランソワーズ・カルディノー、フランソワーズ・コテ、リーズ・デュトレイ、マルリーズ・パスシュー、シルヴィアン・サベス
  - テナー・ボーカル – アンドレボルボン、ベルナール・デュトリュイ、シャルル・モワナ、クロード・アラン・フォン・ビュラン、ダニエル・ボルゴー、フランソワーズ・エメリー、ジャン・モーリス・ジュヴェ、ラファエル・ブニョン、ルネ・モナション
- ロバート・メルノー - 「Judas Iscariot」合唱指揮

プロダクション
- リック・ウェイクマン - プロデュース
- ジョン・ティンパーリー - エンジニア、ミキシング
- デイヴ・リチャーズ - 「Statue of Justice」「Crime of Passion」「Chamber of Horrors」アシスタント・エンジニア、ミキシング
- ジム・マクラリー - 撮影
- チャック・ビーソン - ヴィジュアル・コンセプト、デザイン
- ローランド・ヤング - アート・ディレクション
- ショーン・デイヴィス - ディスク・カッティング

## 引用文献
- Wakeman, Rick (1995). Say Yes!. London: Hodder & Stoughton. ISBN 0340621516